# Comuna Karmaliukove, Jmerînka
Karmaliukove (în ucraineană Кармалюкове) este o comună în raionul Jmerînka, regiunea Vinnița, Ucraina, formată din satele Karmaliukove (reședința), Maidan-Holovciînskîi și Petrani.

## Demografie
Componența lingvistică a satului Karmaliukove
     Ucraineană (98,43%)
     Rusă (1,57%)
Conform recensământului din 2001, majoritatea populației satului Karmaliukove era vorbitoare de ucraineană (98,43%), existând în minoritate și vorbitori de rusă (1,57%).